# Хангаласький улус
Хангаласький улус (якут. Хаҥалас улууhа, рос. Хангаласский улус) — муніципальний район у центральній частині Республіки Саха (Якутія). Адміністративний центр — Покровськ.

## Географія
Площа району — 24,7 тис. км ². Межує на сході з Мегіно-Кангалаським улусом, на півдні — з Амгинським і Алданським улусами, на південному заході — з Олекмінським улусом, на півночі — з Гірським улусом та міським округом Якутськ.

## Населення
Населення району становить 32 766 (2013).

## Адміністративний поділ
Район адміністративно поділяється на 18 муніципальних утворень, які об'єднують 29 населених пунктів.